# Ever Oasis
Ever Oasis ist ein Action-Rollenspiel für den Nintendo 3DS. Es wurde vom japanischen Studio Grezzo entwickelt und von Nintendo vertrieben.

## Spielprinzip
Im Spiel versucht der Spieler, eine wohlhabende Oase zu errichten, indem man Missionen in Dungeons und Höhlen in der Wüste erfüllen muss. Der Spieler kann eine Gruppe mit bis zu drei Charakteren bilden. Im Spiel kann man in Höhlen und Dungeons nach Materialien suchen. Eines der Materialien sind die Bloom Booths. Die Bloom Booths ist die Währung des Spiels. Auch können die Materialien als Synthese von Ausrüstung und Gegenständen im Baumhaus des Spielers verwendet werden.

## Entwicklung
Der Titel wurde am 15. Juni 2016 im Rahmen der E3 2016 angekündigt und am 23. Juni 2017 in Nordamerika, Europa und Australien veröffentlicht. In Japan erschien das Spiel am 13. Juli 2017.

## Rezeption
Ever Oasis erhielt überwiegend positive Kritiken. IGN gab dem Spiel eine Punktzahl von 8,9/10. Allegra Frank von Polygon gab dem Spiel 5,5 von 10 Punkten. Sie kritisierte den geringen Schwierigkeitsgrad und das oberflächliche Gameplay. Das japanische Magazin Famitsu vergab 34 von 40 möglichen Punkten, die britische Zeitschrift Edge hingegen nur sechs von zehn.